# Wolfgang Obladen
Wolfgang Obladen (* 2. Juni 1924 in Benrath (heute Stadtteil von Düsseldorf); † 14. Oktober 2000) war ein deutscher Kommunalpolitiker. Er war von 1979 bis 1984 Oberbürgermeister (CDU) von Leverkusen. Obladen gehörte dem Stadtrat in den Jahren von 1961 bis 1973 und von 1975 bis 1994 an.

## Leben
Wolfgang Obladen wurde als Sohn von Maria Obladen, geborene Müller, und Bernhard Obladen geboren. Er besuchte ein Gymnasium und anschließend eine Pädagogische Hochschule. Er bestand die 1. und 2. Staatsprüfung für das Lehramt an Grund- und Hauptschulen und wurde 1948 Lehrer. 1958 wurde er Konrektor und 1960 Rektor. Ab 1969 war er Leiter des Bezirksseminars für das Lehramt an Grund- und Hauptschulen, ab 1970 Schulrat und ab 1973 Dezernent der Schulabteilung beim Regierungspräsidium in Düsseldorf.
Ab 1961 war er Mitglied im Rat der Stadt Leverkusen und ab 1969 Fraktionsführer der CDU.
Er war ab 1953 mit Else Obladen, geborene Traut, verheiratet und hatte vier Kinder.